# Landschaftsschutzgebiet Frohental

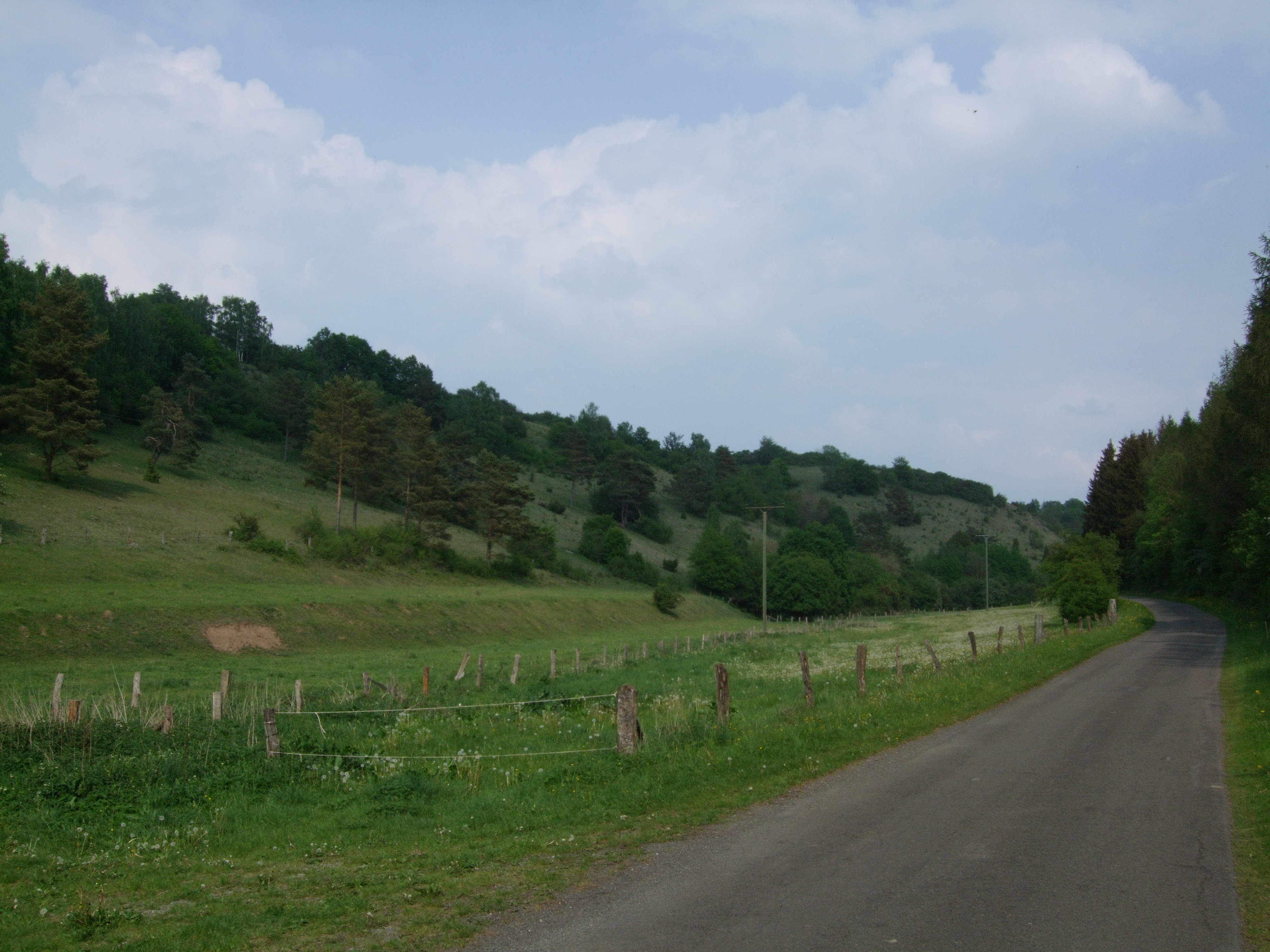
Landschaftsschutzgebiet Frohental im Tal und am Hang das Naturschutzgebiet Wulsenberg

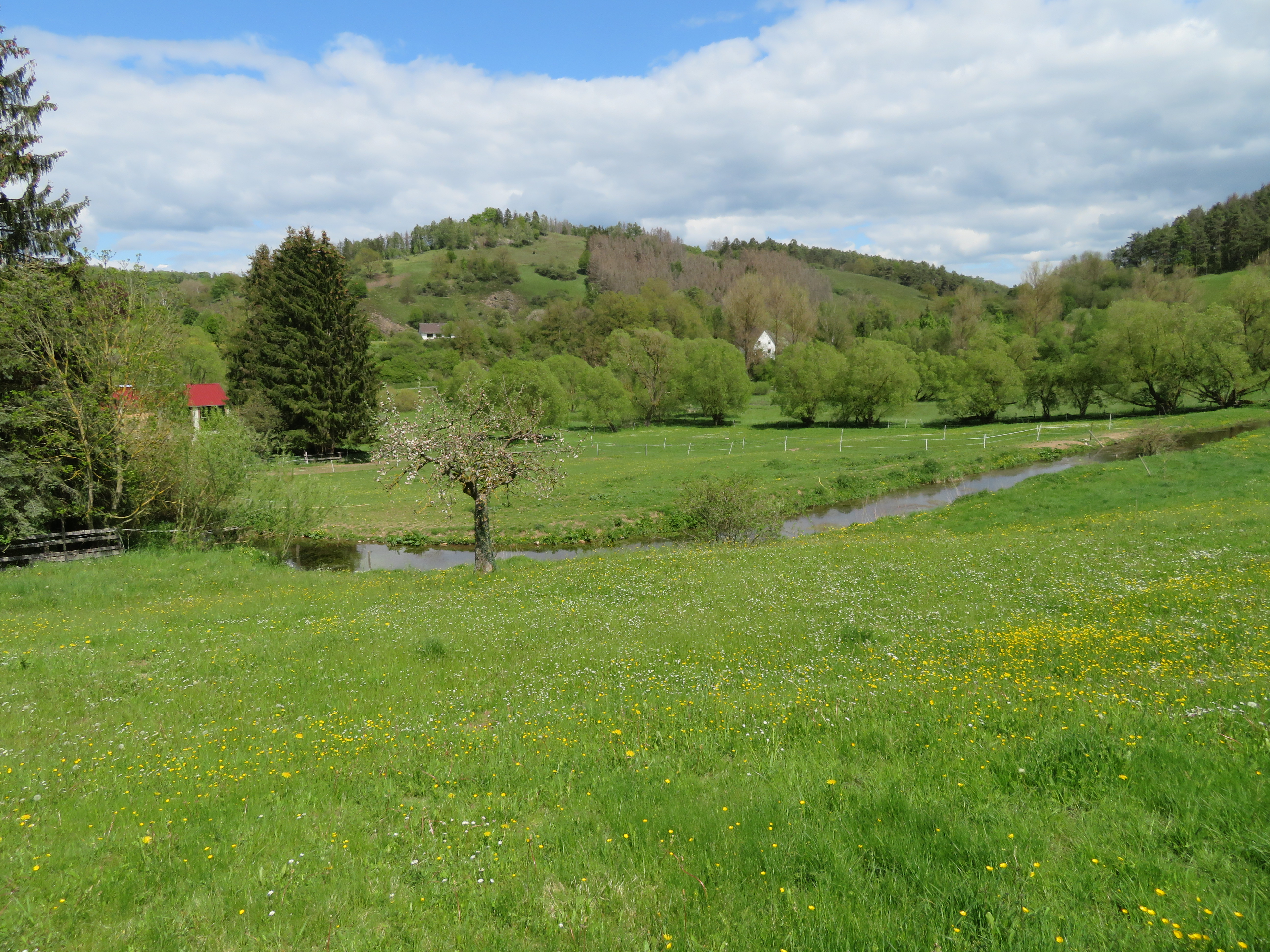
Vorne Landschaftsschutzgebiet und im Hintergrund das Naturschutzgebiet Wulsenberg

Das Landschaftsschutzgebiet Frohental ist ein 57,81 ha großes Landschaftsschutzgebiet (LSG) zwischen Erlinghausen und Marsberg. Das Gebiet wurde 2008 mit dem Landschaftsplan Marsberg durch den Kreistag des Hochsauerlandkreises ausgewiesen. Im Nordosten und Osten grenzt direkt das Landschaftsschutzgebiet Freiflächen um Erlinghausen / Auf der Sandkuhle vom Typ B an. Im Südosten geht das LSG bis zur Ortslage von Erlinghausen. Im eigentlichen Frohental grenzt nördlich das Naturschutzgebiet Wulsenberg und südlich auf einer kurzen Strecke das Landschaftsschutzgebiet Bauerscheid vom Typ C und dann das Landschaftsschutzgebiet Rotes Land vom Typ A an. Im Südwesten stoßen auch kleinflächig das Naturschutzgebiet Hasental / Kregenberg und das Naturschutzgebiet Glindetal an. Im Westen grenzt der Siedlungsraum von Marsberg und wieder das Landschaftsschutzgebiet Rotes Land Typ A an.

## Beschreibung
Im Landschaftsschutzgebiet Frohental befindet sich fast nur Grünland. Im schmalen Bachtal ist der Frohenbach abschnittsweise verrohrt und ausgebaut. Teilweise ist der Bach von Uferhochstauden begleitet. Das Grünland wird meist mit Rindern beweidet. Im Grünland nördlich von Erlinghausen befindet sich das Quellgebiet vom Frohenbaches mit zwei Quellmulden im Buntsandstein. Dieses Quellgebiet hat den Namen Schüttenbruch und war früher ein Feuchtwiesenkomplex. Auf Höhe des ehemaligen Kalksteinbruchs gehört ein von Süden kommendes trockenes Grünlandtal zum LSG. Die Weiden im östlichen Talbereich sind mager. Im mittleren Bereich weist das LSG eine richtige Talstruktur aus. Dort liegen nördlich die Magerrasen des NSG Wulsenberg und südlich ein Waldbereich an der Nordflanke des Höling. Im Bereich der Einmündung des Frohenbaches in die Glinde besteht ein Biotopmosaik aus bachbegleitenden Wiesen und Magerrasen in Hanglagen. Auch Hochstaudenfluren, Feldgehölze, Feuchtwiesen und Feuchtbrachen, Magergrünland und Obstbäume befinden sich hier. Die Aue wird von Rindern beweidet. In Höhe eines Wirtschaftsweges im Mittelbereich befindet sich eine kleinflächige Feuchtweide, die von Hochstauden und Binsen geprägt ist. Fast der gesamte West- und Mittelbereich des Frohental ist das Gesetzlich geschützte Biotop nach § 30 BNatSchG Frohental (BK-4519-0127) und mit 8,71 ha Flächengröße. Im LSG-Teil westlich L 549 ist der Großteil auch Teil von vier Gesetzlich geschützte Biotopen.

## Schutzzweck
Die Ausweisung erfolgte zur Erhaltung, Ergänzung und Optimierung eines Grünlandbiotop-Verbundsystems in den Talauen und den Magergrünland-Gesellschaften in den Naturschutzgebieten, damit Tiere und Pflanzen Wanderungs- und Ausbreitungsmöglichkeiten behalten, und dient dem Erhalt der Vorkommen geschützter Vogelarten sowie dem Schutz artenreicher Pflanzengesellschaften.

## Rechtliche Rahmen
Das Landschaftsschutzgebiet Frohental wurde als eines von 30 Landschaftsplangebieten vom Typ C, Wiesentäler und ornithologisch bedeutsames Offenland, ausgewiesen. Im Landschaftsplangebiet Marsberg gibt es auch drei Landschaftsschutzgebiete vom LSG Typ A, Allgemeiner Landschaftsschutz, wo unter anderem das Errichten von Bauten verboten ist, ferner 17 Landschaftsschutzgebiete vom LSG Typ B, Ortsrandlagen und Landschaftscharakter, wo zusätzlich Erstaufforstungen und auch die Neuanlage von Weihnachtsbaumkulturen, Schmuckreisig- und Baumschulkulturen verboten sind. Wie in den anderen 29 Landschaftsschutzgebieten vom Typ C im Landschaftsplangebiet Marsberg besteht im LSG Landschaftsschutzgebiet Frohental zusätzlich ein Umwandlungsverbot von Grünland und Grünlandbrachen in Acker oder andere Nutzungsformen. Eine maximal zweijährige Ackernutzung innerhalb von zwölf Jahren ist erlaubt, falls damit die Erneuerung der Grasnarbe vorbereitet wird. Dies gilt als erweiterter Pflegeumbruch. Beim erweiterten Pflegeumbruch muss ein Mindestabstand von 5 m vom Mittelwasserbett eingehalten werden.